# Български географски фестивал
Българският географски фестивал е ежегоден фестивал в България, посветен на географията, за ученици, студенти, любители и професионалисти.
Първото му издание е на 25 – 26 април 2015 г. в Ямбол. Второто е в Казанлък на 16 – 17 април 2016 г. През 2017 година се провежда в Пазарджик на 22 и 23 април. Четвъртото издание се провежда на 21 – 22 април 2018. в Русе. В дните 20 – 21 април 2019 фестивалът е в Стара Загора. Следващата година географския фестивал се преустановява поради пандемията от COVID-19. През 2021 и 2022 той се провежда онлайн в интернет. През 2023 Българският географски фестивал е в София на 22 и 23 април. През 2024 фестивалът се провежда в Бургас като домакин е Търговската гимназия. Датите са 27 и 28 април 2024 г.

## Първи географски фестивал
Първият географски фестивал се провежда в Ямбол на 25 и 26 април 2015 г. В него се включват над 100 учители, ученици, научни работници, професионални географи и хора с интереси към географията от цяла България. Председател на организационния комитет по провеждането на фестивала е проф. Румен Пенин. Съорганизатори са Български географски портал – Географ БГ, издателство „Булвест 2000“, Българско географско дружество, National Geographic – България, Шуменския университет „Епископ Константин Преславски“, Научно-технически съюз – Ямбол, Асоциация на професионалните географи и регионалисти – клон Ямбол, Община Ямбол, Община Тунджа, Математическа гимназия „Атанас Радев“ – Ямбол, Народна астрономическа обсерватория и планетариум – Ямбол. Фестивалът е приветстван от Шуменския университет „Епископ Константин Преславски“, Британски съвет в България, Българска академия на науките, Център по източници езици и култури.
След оспорван финал в географиадата първите места заеха отборите на "Млади географи", Варна (I място), "Витоша", София (II място) и "Атлас", Разград (III място).

В "разходката с изненади" челното класиране изглеждаше така: 
Младша група
1. Деляна Райкова, Ямбол    
2. Вяра Борисова, София     
3. Цветина Георгиева, Челопеч                                    
Старша група
1. Тони Димитров, Бургас 
2. Борислав Дочев, София
3. Йордан Йорданов, Бургас

## Втори географски фестивал
Вторият географски фестивал се провежда на 16 и 17 април 2016 г. в Казанлък. Организационният комитет включва проф. Румен Пенин, доц. Никола Тодоров, доц. Климент Найденов, доц. Милен Пенерлиев, ас. Димитър Желев, ас. Евгения Сарафова, Ваня Денчева, Руслан Милев, Ивелина Гинева, Иван Димов, Радка Цингова, Атанас Китев, Теодора Малинова.  Съорганизатори са Български географски портал – Географ БГ, Община Казанлък, Хуманитарна гимназия „Св. св. Кирил и Методий“ – Казанлък, Българско географско дружество, Асоциация на професионалните географи и регионалисти – клон Казанлък, Катедра „География и методика на обучението по география" на Шуменски университет, издателство „Булвест 2000“.
След провеждането на финалния кръг бяха определени и победителите в Географиадата за 2016 г.: Първо място - Морски пътешественици - Варна - 19 т.; Второ място - Хегемон - Добрич - 16 т.; Трето място - ПМГ "Акад. Н. Обрешков" - Бургас - 15 т.
В "разходката с изненади" класирането изглеждаше така: 
до 7. Клас                                                                                
1. Надежда Лозанова, Варна, 131 т.                              
2. Веселин Обретенов, Казанлък, 129 т.                     
3. Снежана Стоянова, Добрич, 128 т.        
до 12. клас
1. Велизар Бъчваров, Пловдив, 180 т.
2. Йохан Панев, Враца, 174 т.

3. Михаил Михайлов, Варна, 173 т.

## Трети географски фестивал
Третият географски фестивал се провежда на 22 и 23 април 2017 г. в Пазарджик. Организационният комитет включва проф. Румен Пенин, доц. Георги Бърдаров, доц. Никола Тодоров, доц. Климент Найденов, ас. д-р Димитър Желев, ас. д-р Евгения Сарафова, Атанас Китев, Теодора Малинова, Калин Сейменов, Бойка Василева, Албена Пепелова, Ангел Дойков, Диана Младенова, Ирина Додникова, Сашка Янкова и Стоянка Чардакова. Съорганизатори на географските празнични дни са Географ БГ, Община Пазарджик, Издателство „Булвест 2000“, Българско географко дружество, ОУ „Св. Климент Охридски“, ОУ „Иван Батаклиев“, Гимназия „Иван С. Аксаков“ и др.

## Четвърти географски фестивал
Четвъртият географски фестивал се провежда на 21 и 22 април 2018 г. в Русе. Той е посветен на 150-годишнината от рождението на акад. Анастас Иширков и 100-годишнината от основаването на Българското географско дружество. 
Организационният му комитет включва проф. Р. Пенин, председател, доц. Г. Бърдаров, доц. Ст. Недков, доц. Кл. Найденов, доц. Ст. Димитров, доц. Н. Тодоров, гл. ас. Д. Желев, гл. ас. А. Китев, Д. Николова, М. Иванов, Т. Стефанова, д-р Н. Иванова, Ж. Щерева, Б. Василева, Л. Семерджиева, Д. Христова, И. Иванов и К. Николов. Съорганизатори на събитието са Географ БГ, Община Русе, Българско географско дружество, СУЕЕ „Св. Константин-Кирил Философ“. Партньори още са Reach for Change Bulgaria, National Geographic България, Географика, Български антарктически институт, Here Bulgaria, Издателство „Атласи“, Уикипедия България, Център за иновации и компетентности, Геолого-географски факултет на СУ „Св. Климент Охридски“ и Катедра „География“, Исторически факултет на ВТУ „Св. св. Кирил и Методий“, Регионално управление на образованието – Русе и Нова Броудкастинг Груп. Генерален спонсор на фестивала е Издателство „Булвест 2000”.
Победители в географиадата станаха „МГ Варна“ с 19 точки, на второ място се класираха „Сердика“ от София с 18 точки, а третото място бе за „Хегемон“ от Добрич (17 точки).  
В индивидуалното географско състезание „Разходка с изненади“ призовата тройка в групата до 7 клас бе съставена от следните ученици:
1. Райна Тумбева, София - 145 т.
2. Николай Колев, Ямбол - 121 т.
2. Росен Разпопов, Пловдив - 121 т.
3. Ангел Иванов, Търговище - 111 т.
В групата до 12 клас пък личат имената на:
1. Тодор Костов, Варна - 190 т.
1. Красимир Калоянов, Шумен - 190 т.
2. Симеон Тодоров, Варна - 189 т.
3. Невена Иванова, Ямбол - 186 т.
3. Калина Анастасова, Варна - 186 т.

## Пети географски фестивал
Петият географски фестивал се провежда на 20 – 21 април 2019 г. в Стара Загора. Организационният му комитет е съставен от проф. Р. Пенин, доц. Г. Бърдаров, доц. Кл. Найденов, доц. Ст. Недков, доц. Д. Симеонов, гл. ас. Д. Желев, гл. ас. Е. Сарафова, гл. ас. А. Китев, гл. ас. А. Степчич, ас. К. Цветков, М. Желязкова, Сн. Маринова, Т. Маринова, Л. Семерджиева, Д. Христова, Д. Янакиев, Ж. Динев и Т. Иванова. Сред организаторите са Географ БГ, Българско географско дружество, Община Стара Загора, Второ ОУ „П.Р. Славейков“, Регионална библиотека „Захарий Княжевски“ и Регионално управление на образованието - Стара Загора. Партньори на събитието са: Геолого-географски факултет на СУ „Св. Климент Охридски“, Катедра „География“ при Историческия факултет на ВТУ „Св. св. Кирил и Методий“, НИГГГ на БАН, Български антарктически институт, Търговска гимназия „Княз Симеон Търновски“, National Geographic България, Here Bulgaria, Geographica, Geo Adventures, Издателство „Атласи“, Издателство „Вакон“, Факултетен студентски съвет при ГГФ на СУ, Уикипедия България, Reach for Change Bulgaria и IEDU360. Генерални спонсори на фестивала са: Издателствата „Клет България“ и „Булвест 2000“
Победители в тазгодишната географиада бяха: Първо място – „Морски откриватели“ от Варна; Второ място – „Морски гларуси“ от Варна; Трето място – „Шуменско плато“ от Шумен.
Ето как изглеждаше и класирането при "разходката с изненади":
5. клас
първо място: Янис Иванов, Стара Загора 
второ място: Имануил Горанов, Вършец 
трето място: Калоян Димитров, Горна Малина
6. клас
първо място: Ивайло Жеков, Стара Загора 
второ място: Виктория Кънева, Казанлък 
трето място: Николета Стойнова, Казанлък
7. клас  
първо място: Георги Йорданов, Варна
второ място: Росен Разпопов, Пловдив; Симона Илиева, Стара Загора 
трето място: Цветелин Киров, Русе
8. клас
първо място: Даниел Димитров, Варна 
второ място: Станислав Тодоров, Кула 
трето място: Ангел Иванов, Търговище
9. клас
първо място: Калоян Вешев, Русе
второ място: Николай Колев, Ямбол
трето място: Владислав Стефанов, Варна
10. клас
първо място: Теодор Костов, Варна
второ място: Боян Петров, София 
трето място: Пресиян Андрейчев, Варна; Антонио Георгиев, Благоевград
11. клас
първо място: Снежана Стоянова, Добрич
второ място: Деляна Райкова, Ямбол
трето място: Дарияна Трифонов, Търговище; Кристиян Кръстев, Варна
12. клас
първо място: Дилян Пенев, Варна 
второ място: Калоян Стоянов, Шумен
трето място: Ивани Димитрова, Враца

## Шести географски фестивал
Шестият географски фестивал се провежда в онлайн среда, поради пандемията от коронавируса, на датите 19– 20 юни 2021 г. Организационният комитет за провеждане на фестивала е в състав: проф. Румен Пенин, председател, доц. Климент Найденов, проф. Стоян Недков, доц. Георги Бърдаров, доц. Стелиян Димитров, доц. Димитър Симеонов, проф. Милен Пенерлиев, доц. Веселин Петков, гл. ас. Димитър Желев, гл. ас. Евгения Сарафова, гл. ас. Атанас Китев, гл. ас. Августа Степчич, гл. ас. Калоян Цветков, гл. ас. Мария Петрова, ас. Христина Проданова, Теодора Димитрова, Лидия Семерджиева, Десислава Христова, Спасимир Пилев, Кирил Николов, Иван Иванов - Suricactus. 
Победителите в "разходката с изненади" бяха следните: 
5. клас
1 място – Петър Пенчев (112 т.) - МГ „Д-р Петър Берон”, гр. Варна
2 място – Василена Нанева (110 т.) - 145 ОУ ,,Симеон Радев”, гр. София
3 място –Антони Димитров (104 т.) - МГ „Д-р Петър Берон”, гр. Варна
6. клас
1 място – Божидар Ризов (173 т.) – ПЧМГ, гр. София
2 място – Ангелика Хамди (149 т.) - МГ „Д-р Петър Берон”, гр. Варна
3 място – Виктор Борисов (143 т.) – ОУ ,,Иван Вазов”, Русе
7. клас
1 място – Звездемир Пенев (150 т.) - МГ „Д-р Петър Берон”, гр. Варна
2 място – Яница Никова (132 т.) - МГ „Д-р Петър Берон”, гр. Варна
3 място – Стефания Милева (128 т.) - МГ „Д-р Петър Берон”, гр. Варна
8. клас
1 място – Николета Стойнова (168 т.) – Американски колеж, гр. София
2 място – Мартин Монев (154 т.) – ПМГ „Атанас Радев”, гр. Ямбол
3 място – Атанас Сталев (140 т.) - МГ „Д-р Петър Берон”, гр. Варна
9 клас
1 място – Георги Йорданов (200 т.) - МГ „Д-р Петър Берон”, гр. Варна
2 място – Борис Жолтовски (135 т.) - МГ „Д-р Петър Берон”, гр. Варна
3 място – Ерен Черкез (126 т.) – ПМГ „Св. Климент Охридски”, гр. Силистра
10. клас
1 място – Даниел Димитров (183 т.) - МГ „Д-р Петър Берон”, гр. Варна
2 място – Стефан Дьолев (159 т.) – 51 СУ „Елисавета Багряна”, гр. София
3 място – Надя Мазълова (97 т.) – СУ „Св.св. Кирил и Методий”, гр. Велинград
11. клас
1 място – Илина Пикова (181 т.) – СУ „Любен Каравелов”, гр. Несебър
2 място – Паола Филипова (162 т.) – НПМГ „Акад. Любомир Чакалов”, гр. София
3 място – Алексей Котов (160 т.) – СУ „Св. Патриарх Евтимий”, гр. Пловдив
12. клас
1 място – Теодор Костов (190 т.) - МГ „Д-р Петър Берон”, гр. Варна
2 място – Боян Петров (186 т.) - НПМГ „Акад. Любомир Чакалов”, гр. София
3 място – Никита Цветанов (167 т.) – 2АЕГ „Томас Джеферсън”, гр. София

## Седми географски фестивал
Седмият географски фестивал отново се провежда в онлайн среда, като този път се осъществява на 16– 17 април 2022 г. Организационният комитет за провеждане на фестивала е в състав: проф. Румен Пенин (председател), проф. Климент Найденов, проф. Стоян Недков, проф. Милен Пенерлиев, доц. Георги Бърдаров, доц. Стелиян Димитров, доц. Димитър Симеонов, доц. Веселин Петков, гл. ас. Димитър Желев, гл. ас. Евгения Сарафова, гл. ас. Атанас Китев, гл. ас. Августа Степчич, гл. ас. Калоян Цветков, гл. ас. Мария Петрова, ас. Христина Проданова, д-р Теодора Димитрова, Лидия Семерджиева, Десислава Христова, Боян Петров, Кирил Николов, Иван Иванов - Suricactus. 
Победителите в "разходката с изненади" бяха следните имена: 
5 клас
1. Иван Иванов (МГ „Д-р Петър Берон”, Варна) - 115
2. Яна Топчева (145 ОУ „Симеон Радев”, София) - 88
3. Кристиян Христов (ОУ „Васил Левски”, Кнежа) - 79
6 клас
1. Петър Пенчев (МГ „Д-р Петър Берон”, Варна) – 141
2. Константин Коларов (ОУ „Иван Вазов”, Русе) - 137
3. Вероника Димитрова (МГ „Д-р Петър Берон”, Варна) - 129
7 клас
1. Божидар Ризов (ПЧМГ, София) – 156
2. Ангелика Хамди (МГ „Д-р Петър Берон”, Варна) – 135
3. Теодор Иванов (ПМГ „Иван Вазов”, Димитровград) - 104
8 клас
1. Иван Маджаров (НПМГ „Акад. Любомир Чакалов”, София) – 154
2. Звездемир Пенев (МГ „Д-р Петър Берон”, Варна) – 140
3. Борис Донков (НПМГ „Акад. Любомир Чакалов”, София) – 134
9 клас
1. Михаела Василева (НПМГ „Акад. Любомир Чакалов”, София) – 157
2. Константин Димитров (НПМГ „Акад. Любомир Чакалов”, София) – 151
3. Николета Стойнова (Американски колеж, София) - 150
10 клас
1. Борис Жолтовски (МГ „Д-р Петър Берон”, Варна) - 161
2. Теодор Теолов (ГПЧЕ „Йоан Екзарх”, Варна) - 157
3. Ерен Черкез (ПМГ „Св. Климент Охридски, Силистра) - 155
11 клас
1. Даниел Димитров (МГ „Д-р Петър Берон”, Варна) – 178
2. Атанас Иванов (НПМГ „Акад. Любомир Чакалов”, София) - 176
3. Денис Урумов (91. НЕГ „Проф. Константин Гълъбов”, София) - 168
12 клас
1. Илина Пикова (СУ „Любен Каравелов”, Несебър) – 156
2. Владислав Стефанов (МГ „Д-р Петър Берон”, Варна) – 119
3. Кейси Шутев (СУ „Св. Патриарх Евтимий”, Пловдив) - 100

## Събития
Географският фестивал включва:
- интерактивни и практически състезания за ученици в уникален за България брейн-ринг формат;
- панелна сесия от презентации на географи и пътешественици;
- географска изложба;
- обучения за ученици и учители;
- празнична географска вечер и забава;
- организиране на тематични щандове с географска литература;
- обявяване на победителите в националните конкурси за ученици, за учители и любители на географията
- и много тематични географски изненади и забавни моменти[4].

### „Географиада“
„Географиада“ е отборно състезание по география. Всеки отбор се състои от 4 участници – двама ученици до VII клас и двама ученици до XII клас.
През 2015 г. е него участват 14 отбора – от Ямбол, Челопеч, София, Пазарджик, Казанлък, Варна, Бургас, Сливен, Търговище, Плевен, Разград. То протича в два полуфинала с по 7 отбора и финал, в който участват най-добрите три отбора от всеки полуфинал. Полуфиналите се състоят от 21 въпроса, ако се стигне до равенство, се задават 3 допълнителни. Във финала въпросите са 24, с 3 допълнителни.

### „Разходка с изненади“
Индивидуалното състезание „Разходка с изненади“ представлява половинчасова разходка в градския парк на града домакин. Учениците са разделени в 8 групи. Всяка група слуша беседа за историко-географските особености на парка – география, екология, история, архитектура, ботаника, и на града домакин. След това в рамките на 30 минути решават тест, посветен на географската информация, която са видели и чули по време на беседата. По време на обиколката учениците спазват инструкциите на географските гидове. На учениците е разрешено да си водят записки и да чертаят схеми. Нямат право да използват електронни устройства. По време на теста нямат право да разговарят помежду си, да използват записките си и мобилни устройства. Нарушението води до дисквалификация. Най-добре представилите се получават златен, сребърен и бронзов медал в две възрастови групи – до VII и до XII клас.

### Национални конкурси
Преди географския фестивал се провеждат конкурсите:
- Национален конкурс за студенти: Най-добра карта
- Национален конкурс за ученици: Географски фотопис на тема „Добре дошли в...“
- Национален конкурс за учители: Географско есе на тема „Моят час по География“
- Национален конкурс за български ученици в чужбина: Географски видеоклип на тема „България зад граница“
- Национален конкурс за всички любители на географията: Фотографии на тема „Светът е география“
- Национален конкурс за ученици: Географско видео „30 секунди география“
- Национален конкурс за учители: Географско образование в условията на пандемия
- Национален конкурс за ученици: Вторият език на географията